# Fonte de Jerusalém
La Fonte de Jerusalém se localiza en la ciudad de Curitiba, capital del estado brasileño de Paraná. 
Fue inaugurada en diciembre de 1995, em conmemoración de los tres mil años de la referida ciudad histórica. Construida en concreto armado, con 14,5m de altura, ostenta una fuente luminosa con tres ángeles en bronce (con aproximadamente 600 kilos cada una) que representan las tres grandes creencias monoteístas, que reconocen la existencia de ángeles y para los cuales, esa ciudad s sagrada: cristianismo, islamismo y judaísmo. El monumento celebra la paz entre los pueblos.